# Пол ван Дайк
Пол ван Дайк (нем. Paul van Dyk, настоящее имя — Маттиас Пауль; нем. Matthias Paul; род. 16 декабря 1971 года, Айзенхюттенштадт, Бранденбург, ГДР) — немецкий музыкант, композитор и музыкальный продюсер, один из ведущих мировых трансовых ди-джеев. Номинировался на Грэмми, назывался DJ Magazine «World’s No.1 DJ» в 2005 и 2006 годах, и оставался в Top-10 с 1998 года. К 2007 году было продано 4,5 миллионов копий его альбомов.

## Биография

### Юность и начало музыкальной карьеры
Пол ван Дайк вырос в Восточном Берлине в неполной семье: его отец оставил сына и мать, когда Полу было 4 года. Живя там, он работал техником радиопередачи, и готовился стать мастером по дереву. Сам ван Дайк говорит, что его знакомство с музыкой началось с помощью радио. Так как в Восточном Берлине не было музыкальных магазинов, то он втайне слушал популярные, но запрещённые в ГДР радиостанции Западной Германии: РИАС и SFB, а также контрабандные записи.
Незадолго до падения стены Пол и его мать получили разрешение покинуть Восточную Германию и переехали жить в Гамбург к тетё Пола. Позднее мать Пола сказала, что их буквально вышвырнули из Восточной Германии, дав сутки на сборы. В 1990 году Пол ван Дайк вернулся в Берлин. Его первое выступление в качестве диджея состоялось в клубе Tresor в марте 1991. Вскоре у Пола появился шанс выступить на известных вечеринках Juergen Kramer в клубе Turbine вместе с популярным молодым диджеем Кидом Полом (Kid Paul). Шоу назвали Paul vs. Paul. Стиль Пола ван Дайка привлек внимание Cosmic Baby, и они объединились под названием The Visions of Shiva. Их сингл «Perfect Day» был выпущен берлинским независимым лейблом (Masterminded For Success) Records, руководимым английским продюсером Марком Ридером и менеджером Торстеном Джёрком.
В феврале 1993 музыканты вели выпуски еженедельной трехчасовой программы радио HR3 Clubnight. Эти программы слушала обширная аудитория по всей стране. Выпустив второй и последний сингл проекта Visions of Shiva «How Much Can You Take?», Пол ван Дайк и Cosmic разошлись. К концу лета Пол выпустил свой первый DJ-микс «X-Mix-1 — the MFS Trip», а также сделал ремикс на классический транс-гимн «Love Stimulation».
Растущая популярность вечеринок Dubmission привела к изменению места их проведения. Сначала это было Cafe Moskau, а затем более просторный клуб E-Werk, где Пол стал регулярно проводить свои выступления.

### 1994—2007
В 1994 Пол выпустил «The Green Valley EP», «Pump This Party» и «Emergency 911». Тем временем для выступлений требовалось множество ремиксов, и его знакомство с исполнителями уровня New Order и Reeder дали ему возможность сделать ремикс на трек «Spooky» из альбома Republic. После долгих уговоров Reeder он вместе с Джонном Климеком (Johnn Klimek) и VOOV наконец записал свой дебютный альбом 45RPM. Reeder также создал треклист, обложку и название альбома, которое отражает скорость вращения виниловых дисков, которые обычно использовались в танцевальной музыке.
Reeder составил альбом Seven Ways (Семь путей), который закрепил за Полом звание «пионера» транс-музыки. Это было первым выдающимся успехом Пола ван Дайкa в Великобритании. Reeder успешно договорился со своим старым другом Робом Диконом (Rob Deacon) о выпуске альбома в Великобритании.
В начале 1997 года Пол ван Дайк начал сотрудничество с американским музыкантом и продюсером BT. Вместе они спродюсировали такие треки, как Flaming June, Forbidden Fruit and Namistai (1999). Синглы «Forbidden Fruit» («Запретный плод») и «Beautiful Place» («Чудесное место») сначала не произвели большого эффекта, но с выпуском альбомов «Seven Ways» и «Words» произведения ван Дайка стали все чаще привлекать внимание, особенно на волне клубного подъёма в Великобритании. «К тому времени, как они поняли, что я немец, было слишком поздно!» — сказал однажды Пол ван Дайк.
В 1998 году альбом 45RPM был заново выпущен в Великобритании и достиг первого места в чартах. Чтобы отметить это событие и поблагодарить E-Werk, Пол выпустил ремикс «For An Angel». Ван Дайк стал резидентом в клубе Gatecrasher в городе Шеффилд; он также провозгласил себя борцом против наркотиков. Это время было отмечено появлением футболок с надписями «No E, Pure PvD» (Нет Е, чисто PvD), а также журналистам было сделано небольшое замечание об отсутствии в окончании фамилии Пола английской буквы «Е» (Dyk, вместо Dyke). В 1998 году Пол сделал ремикс на известный сингл группы Binary Finary «1998», ставший успешным и вознесший группу на вершину германских танцевальных чартов.
Пол ван Дайк покинул MFS Records и стал контролирующим акционером новой Vandit Records. В 2000 году Пол слегка сменил своё направление на мелодичные, предназначенные для танцпола произведения. Таким альбомом стал Out There And Back, который включил в себя хит «Tell Me Why (The Riddle)», созданный в содействии с Saint Etienne. Его первый микс-альбом The Politics of Dancing вышел в 2001 году. За выходом последовал мировой тур, выход DVD Global (2003) и мексиканского фильма «Zurdo», для которого ван Дайк сочинил саундтрек.
Альбом Reflections (2003), навеянный поездкой Пола в Индию, стал более меланхоличным. В него вошёл сингл «Nothing But You», созданный при содействии с Hemmstock & Jennings. Альбом был представлен на премию Грэмми, как Лучший Альбом Электронной Музыки. Микс-альбому The Politics of Dancing 2 (2005) предшествовал сингл «The Other Side», посвящённый семьям жертв землетрясения в Индийском океане и последующему цунами, ударившему по Таиланду 26 декабря 2004 года.
Произведение Пола ван Дайка «Connected (Motomix 05)» в 2003 году стало визитной карточкой линейки новых полифонических телефонов Motorola, которую начал Motorola C350.

### 2007 — настоящее: «In Between»
Пол ван Дайк выпустил свой пятый студийный альбом In Between 14 августа 2007 года. Альбом достиг 115-го места в Billboard 200 и второго — в Top Electronic Albums and Top Heatseekers charts. Альбом также достиг 16-го места в Мексиканском альбомном чарте и 5-го — в Международном чарте. Было выпущено специальное издание альбома тиражом 2000 экземпляров. Оно включало ремиксы на все его композиции, вместе с 8-трековым бонусным CD и 8-страничной фотоантологией. Альбом был спродюсирован лично ван Дайком, и на нём содержалось большое количество различных коллабораций с приглашёнными исполнителями, включая Дэвида Бирна из Talking Heads, Джессику Сатту из Pussycat Dolls и Риа Гарви из Reamonn. В июне 2007 года Пол ван Дайк объявил о начале мирового турне «In Between Tour» для продвижения альбома.
Пол ведёт шоу на радио Fritz каждую субботу в 20:00 UTC (московское время минус 3 часа), а также ведёт еженедельное радиошоу Vonyc Sessions.
Следующий студийный альбом Пола ван Дайка, названный «Evolution», вышел 20 марта 2012 года.
Восьмой студийный альбом Пола ван Дайка «From Then On» вышел 20 октября 2017 года.
Девятый студийный альбом, названный «Music Rescues Me», вышел 07 декабря 2018 года.

## Здоровье
28 февраля 2016 года, во время своего сета на фестивале «A State Of Trance» в Утрехте, Пол упал со сцены, получил травму позвоночника и сотрясение мозга. Был на вертолете доставлен в больницу. Долгое время провел под наблюдением врачей. К середине лета того же года он пришёл в норму и снова начал выступать. Инцидент всё ещё дает о себе знать, а врачи прогнозируют полное восстановление в течение следующих пяти лет.

## Политика
С 2001 года Пол ван Дайк стал проявлять активный интерес к политике. Создание компиляции «The Politics of Dancing» было вдохновлено универсальностью электронной танцевальной музыки, приветствуемой различными людьми во всем мире. «Палестинцы танцуют с израильтянами. Ливанские люди танцуют с израильтянами — без войны, ни с чем в своих умах кроме взгляда друг на друга с уважением», сказал ван Дайк в 2006 году. Он также назвал ЭТМ «…политическим и дипломатическим инструментом, который может быть использован».
Пол ван Дайк высказывался против Иракской войны и американского вторжения в Афганистан. Пол причисляет себя к антивоенному движению и показал свои убеждения в Нью-Йорке, выйдя на публику в майке с надписью «Make peace, not war».

## Награды
- - 1999 — DJ Mag Best Producer
  - 1999 — Best International DJ
  - 2005 — DJ Mag No 1 DJ
  - 2005 — Best Producer Trance Awards
  - 2005 — Best Global DJ Trance Awards
  - 2006 — DJ Mag No 1 DJ
  - 2006 — Best Global DJ Trance Awards
  - 2008 — Best Global DJ Trance Awards
  - 2008 — Best Producer Trance Awards
  - 2008 — Best Label Trance Awards

## Дискография

### Студийные альбомы
- 1994: 45 RPM
- 1996: Seven Ways
- 2000: Out There and Back — #12 UK, #19 Germany, #41 Australia
- 2003: Reflections — #8 Germany, #3 U.S. Top Electronic Albums
- 2007: In Between — #20 Germany, #63 UK, #88 Switzlerland, #115 Billboard 200
- 2012: Evolution
- 2017: From Then On
- 2018: Music Rescues Me
- 2020: Guiding Light
- 2025: This World Is Ours

### Компиляции
- 2001: The Politics of Dancing
- 2003: Global
- 2005: The Politics of Dancing 2
- 2009: Vonyc Sessions 2009
- 2010: Vonyc Sessions 2010
- 2011: Vonyc Sessions 2011
- 2012: Vonyc Sessions 2012
- 2013: Vonyc Sessions 2013
- 2015: The Politics of Dancing 3

### Ремиксы
| - 2013 — Linkin Park (Remix: Burn It Down) - 2010 — Purple Hound (Remix: Surrender) - 2009 — Madonna (Remix: Revolver) - 2007 — Джастин Тимберлейк (Remix: What Goes Around … Comes Around) - 2006 — Depeche Mode (Remix: Martyr) - 2005 — a-ha (Remix: Celice) - 2005 — Timo Maas (Remix: Pictures) - 2005 — Kuffdam & Plant (Remix: Summerdream) - 2005 — Deep Dish (Remix: Say Hello) - 2004 — A*S*Y*S (Edit: No More Fucking Rock’n' Roll) - 2004 — Dino Sofos (Remix: Breathe Sunshine) - 2003 — Lydia Denker (Remix: One Perfect Day) - 2003 — Nick Lunn & YOMC pres. Techno Punk (Edit: Energize) - 2003 — Agnelli & Nelson pres. Ultra (Edit: Holding onto Nothing) - 2003 — Starchaser feat. Steve Edwards (Edit: Falling Star) - 2002 — Ghostland feat. Sinéad O'Connor (Remix: Guide Me God) - 2002 — Second Sun (Remix: Empire) - 2002 — Romathony (Remix: I Never Fuck) - 2002 — Solid Sleep (Remix: Club Attack) - 2002 — Cirillo (Remix: Cristallo) - 2001 — Rammstein (Remix: Ich will) - 2001 — U2 (Remix: Elevation) - 2001 — Alphaville (Remix: Dance With Me) - 2001 — Jam & Spoon feat. Rea (Remix: Be.Angeled) - 2001 — Members of Mayday (Remix: 10 in 01) | - 2000 — The Thrillseekers (Remix: Synaesthesia) - 2000 — Underworld (Remix: Born Slippy) - 2000 — Saint Etienne (Remix: How We Used to live) - 2000 — Saint Etienne (Remix: Tell Me Why) - 1999 — Faithless (Remix: Bring my Family Back) - 1999 — Blank & Jones (Remix: Cream) - 1998 — Binary Finary (Remix: 1998) - 1997 — BT (Remix: Remember) - 1997 — Tenth Chapter (Remix with Carl Cox: Prolog) - 1997 — Curve (Remix: Chinese Burn) - 1997 — Denki Groove (Remix: Niji) - 1997 — Age of Love (Remix: The Age of Love) - 1997 — Qattara (Remix: Come with Me) - 1997 — BT (Remix with BT: Flaming June) - 1996 — Dina Caroll (Remix with BT: Run to You) - 1996 — BT feat. Tori Amos (Remix: Blue Skies) - 1996 — Amen (Remix: Passion) - 1995 — Joe T. Vanelli (Remix: Voices in Harmony) - 1995 — DFM (Remix: You like That?) - 1994 — Jens Lissat (Remix: You Can’t Escape) - 1993 — Humate (Remix: (Love Stimulation/Curious) - 1993 — Joe T. Vanelli (Remix: Playing with the Voice) |

### Синглы
- 1994 — «Pumpin»
- 1994 — «The Green Valley EP»
- 1995 — «Emergency (The Remixes)»
- 1996 — «Beautiful Place»
- 1997 — «Forbidden Fruit»
- 1997 — «Words»
- 1998 — «For An Angel» (PvD’s 1998 E-Werk Remix) #28 UK
- 1999 — «Another Way/Avenue» #13 UK
- 2000 — «Tell Me Why (The Riddle)» (featuring Saint Etienne) #7 UK
- 2000 — «We Are Alive» (featuring Jennifer Brown) #15 UK
- 2001 — «Columbia EP»
- 2002 — «Animacion»
- 2003 — «Nothing But You» (featuring Hemstock & Jennings)#14 UK
- 2003 — «Time Of Our Lives (featuring Vega 4)/Connected» #28 UK
- 2004 — «Crush» (featuring Second Sun)
- 2004 — «Wir Sind Wir» (featuring Peter Heppner)
- 2005 — «The Other Side» (featuring Wayne Jackson)
- 2007 — «White Lies» (featuring Jessica Sutta)
- 2007 — «Let Go» (featuring Rea Garvey)
- 2009 — «For An Angel 2009»
- 2009 — «Home» (featuring Johnny McDaid)
- 2009 — «We Are One» (featuring Johnny McDaid)
- 2012 — «Verano» (featuring Austin Leeds)
- 2012 — «The Ocean» (featuring Arty)
- 2013 — «We Are Tonight» (featuring Christian Burns)
- 2014 — «Only In a Dream» (Jessus and Adham Ashraf featuring Tricia McTeague)